# Arthur Piroton
Arthur Piroton, né le 4 juin 1931 à Vien et mort le 22 janvier 1996 à Anthisnes (province de Liège), est un dessinateur belge, auteur de bande dessinée réaliste, connu pour sa série Jess Long.

## Biographie

### Jeunesse
Le 4 juin 1931, Arthur Piroton naît dans le petit hameau de Les Floxhes, au-dessus de Vien, dans la commune d'Anthisnes (Belgique). Il est le fils de Armand Piroton et de Marie Lonchay. Son père, menuisier, y construit une nouvelle maison par la suite. Enfant, le jeune Arthur a le don du dessin et la passion l'anime. Il lit régulièrement Bimbo ! et Spirou et apprécie particulièrement Jean Valhardi, Tintin, Wrill ainsi que Story et Jeunes Ailes, une aventure de Blondin et Cirage de Jijé publiée dans Petits Belges en 1940-1941, axée sur l'aéromodélisme. Il en recopie planeurs et paysages, réalise des milliers de dessins, il se voit auteur de petits miquets mais sa famille insiste pour qu'il exerce une profession plus sérieuse que créateur de bandes dessinées. Il marie son obstination du dessin avec des considérations financières, c'est ainsi qu'il devint designer d'ameublement.
Piroton écrit à Hergé. Suivant le conseil de ce dernier, il décide de suivre les cours de dessin par correspondance de l’école française ABC.
Il fait son premier galop d'essai en bande dessinée en 1950 avec Le Crime de Tolumont (basé sur un fait authentique), en 31 planches et qui paraît dans le quotidien La Cité et reprise en album par l'Avouerie d'Anthisnes en 1985. Après avoir effectué son service militaire, il poursuit avec La Piste du Loup sur le Canada et la police montée, un récit de 32 planches , ainsi qu'avec L'Atlantide, inspirée d'une lecture sur un reportage sur le Hoggar, un récit de 24 planches dans Pat, une publication catholique de 1955 à 1956.

### Chez Dupuis
En 1956, sa carrière de dessinateur prend un tournant décisif lorsqu'il est engagé par Maurice Rosy aux éditions Dupuis, où il entre au bureau de dessin. Il rejoint ainsi l'équipe formée de Jamic, Louis Salvérius, Eddy Ryssack, Raoul Cauvin et Eddy Paape sous la direction du rédacteur en chef Yvan Delporte et du secrétaire de rédaction Charles Jadoul. Il y poursuit son apprentissage, et fait la connaissance de Maurice Tillieux qui lui prodigue maints conseils et encouragements. Il publie une première illustration dans Risque-Tout, supplément éphémère au journal de Spirou, qui parut vers le milieu des années cinquante. Ce premier dessin illustre un article où il est question de Johan et Pirlouit et Peyo.
Il s'ensuit d'autres illustrations pour des articles, des nouvelles et des romans pour les magazines Le Moustique et Bonnes Soirées, pour lesquelles il apprend de nouvelles techniques telles le lavis, la hachure, les couleurs et surtout la composition d'illustrations avec pour instruction de prendre en exemple Alex Raymond. Un bureau de dessin, composé de nouvelles recrues dont Arthur Piroton, est créé à Bruxelles, dans les locaux de la World’s pour assurer le rédactionnel nécessitant de nombreux illustrateurs.
Le premier travail que publie le futur créateur de Jess Long dans Spirou est une illustration d'une rubrique rédactionnelle Sur la route du pétrole dans le no 950 du 28 juin 1956 qu'il signe A. Piroton.
Piroton ne va publier dans Spirou que des dessins pour des rubriques didactiques diverses Des tunnels de plus en plus longs, Les Nids d’hirondelles et Les Nouvelles du monde entier, entre 1956 et 1957). Il se marie avec Paula en 1957 et passe sa lune de miel à illustrer un roman, et pour Spirou, il illustre dans la continuation de Franquin, Will, Sirius et Eddy Paape, le roman Demain l'Aile Rouge de Xavier Snoeck qui paraît en feuilleton la même année. En 1958, il commence à réaliser des histoires de l'Oncle Paul sur des scénarios d'Octave Joly pour le journal Spirou ; il fournira 44 histoires jusqu’en 1978.

### Avec Charles Jadoul
De 1960 à 1961, Piroton dessine onze mini-récits dont huit sur des scénarios de Charles Jadoul sous divers pseudonymes, deux sur des scénarios de Jean-Claude Pasquiez et un par Bernard Joris.
Piroton quitte le studio Dupuis le 16 avril 1962, soit six ans jour pour jour après y être entré et s'installe comme indépendant.
De  1962 à  1968 , sur des scénarios de Charles Jadoul, il dessine — toujours dans Spirou — les aventures de Michel et Thierry, un jeune homme et un adolescent férus d'aéromodélisme (construction et commande à distance d'avions miniatures) ; parfois aussi, c'est un planeur ou un ballon qui transportent les héros. Ceux-ci vivront une dizaine d'aventures. Pour être précis, onze longs récits à suivre publiés par Dupuis pour un seul album, puis par Bédéscope (4 albums en 1979) et enfin repris en intégrale par Hibou (5 tomes, 2012-2017).
À la demande de Paul Deliège, et sur un scénario de celui-ci, il co-dessine de 1968 à 1969 la première longue histoire des Krostons, Piroton se chargeant des personnages réalistes tandis que Deliège s'occupe des Krostons dans un style plus humoristique. Les deux auteurs la prépublient dans Spirou sous le pseudonyme commun de Max Ariane,. La première partie du long récit est publiée en album dans la collection « Okay » de Dupuis en 1972, et il sera repris en entier dans l'Intégrale tome 1 des Krostons aux Éditions Hibou en 2009.
En 1968, il crée la bande dessinée Martin Lebart, l'éphémère généalogiste, qui vit le temps d'une aventure Vodka, moujiks et roubles ! sur un scénario de Charles Jadoul dans Spirou. La série est interrompue à la suite du départ de Jadoul du journal, l'album est publié tardivement aux Éditions Hibou en 2020.

### Avec Maurice Tillieux
En 1969, adepte du réalisme photographique, Piroton crée, toujours dans Spirou, Jess Long, sa série la plus connue, avec Maurice Tillieux comme scénariste. Après la disparition de ce dernier, le scénario est repris par de multiples scénaristesou par lui-même et comporte à la fin 21 albums dans la collection « Histoires peu ordinaires » chez Dupuis (1976-2009). Il la dessine jusqu’en 1995. L'éditeur arrêtant la série, il se trouve en fâcheuse posture.
En 1977, il entreprend Îles en détresse, une bande dessinée historique l'occupation allemande des îles Anglo-Normandes sur un scénario de Jean-Claude Pasquiez qui paraît à raison de 2 à 5 planches hebdomadaires dans Spirou du no 2049 au 2059, le récit de 43 planches ne connaît pas d'album en 2022,.
De 1979 à 1981, sur des scénarios de Mittéï, il dessine un court récit et deux quarante-quatre planches de la série Les Casseurs de bois avec Francis Carin comme assistant, l'album est publié chez Point Image en 1997 et réédité chez Paquet en 2017.
Piroton commence à créer une série humoristique, Les Maîtres du Barreau, avec le scénariste Raoul Cauvin — lequel, sachant son ami condamné, tient malgré tout à réaliser cette série avec lui —, lorsqu'il meurt le 22 janvier 1996 à Anthisnes. La série traite du monde des avocats.
Parallèlement, Piroton parodie Jess Long dans Parodies… par leurs vrais auteurs ! chez M.C. Productions en 1987 et nous le montre à l'âge de 10 ans dans Flash Back chez Comic ! Events en 1995. Piroton réalise l'affiche à l'occasion du 10e Salon de la carte postale et de la bande dessinée de Colmar en 1990.
Par ailleurs, Piroton participe au calendrier Citroën en 1991. Il illustre quatre romans destinés à la jeunesse chez Hemma de 1993 à 1994.

### Vie privée
Selon Paul Deliège, Arthur Piroton – passionné de petite aviation, modéliste de la première heure – était affilié au Club royal de la Petite Aviation liégeoise. Il s'adonnait à l'aéromodélisme, chantait dans une chorale et pratiquait la gouache. Il fréquentait occasionnellement un club de tir au pistolet. Il est enterré au cimetière d’Anthisnes.

## Réception

### Hommages
Francis Carin rend hommage à son mentor et ami dans Chaise Longue, un pastiche de Jess Long dans le Spirou no 2355 du 2 juin 1983.
Philippe Vandooren, rédacteur en chef de Spirou, dresse ainsi son portrait : « C'est sans doute l'un des hommes le plus doux que l'on puisse imaginer. Derrière les verres des lunettes à monture sévère, le regard réservé, presque timide, rêveur en tout cas. Aussi mince qu'un budget de promotion en fin d'année, l'homme possède l'allure et le physique d'un franciscain en période de jeûne prolongé. / Voilà donc Arthur Piroton. Un type qui ne ferait pas de mal à une mouche. Et moins encore à son semblable. »
Thierry Tinlot, rédacteur en chef de Spirou, et son ami Paul Deliège lui rendent hommage dans le numéro 3020 du 28 février 1996

« Les aventures de Jess Long sont un modèle de réalisme à l'américaine : dessin précis — nous sommes dans le sillage d'Alex Raymond —, découpage dynamique, rempli de couleur locale et d'atmosphère. »

Le 11 octobre 1996, toute la famille d'Arthur Piroton, soit sa femme, Paula Piroton, et ses quatre enfants (deux garçons et deux filles), est présente lorsque, en hommage à sa carrière, on renomme « rue Arthur Piroton » la rue qu'il habitait à Anthisnes.

## Œuvres

### Albums de bande dessinée

#### Les Casseurs de bois
- Les Casseurs de bois, Point Image, Bruxelles, octobre 1997
Scénario : Mittéi - Dessin : Arthur Piroton, Francis Carin - Couleurs : noir et blanc -  (ISBN 2-930110-18-X)[38],[39]
- Les Casseurs de bois[40],[41], Paquet, Conches, 15 février 2017
Scénario : Mittéi - Dessin : Arthur Piroton, Francis Carin - Couleurs : Minte -  (ISBN 978-2-88936-007-9)

#### Les Krostons
- 1. La Menace des Krostons, Dupuis, coll. « Okay », Marcinelle, 1972
Scénario : Paul Deliège - Dessin : Paul Deliège et Arthur Piroton - Couleurs : quadrichromieSous le pseudonyme commun de Max Ariane. Numéro 5 de la collection.
- 1. Intégrale[42], Éditions Hibou, Écaussinnes, 2009
Scénario et dessin : Paul Deliège et Arthur Piroton - Couleurs : quadrichromie -  (ISBN 2-87453-025-5)Contient : La Menace des Krostons, Les Krostons sortent de presse, Le Vœu des Krostons, Carnet de croquis

#### Martin Lebart
- Martin Lebart, Éditions Hibou, Écaussinnes, octobre 2020
Scénario : Charles Jadoul - Dessin : Arthur Piroton - Couleurs : quadrichromie -  (ISBN 9782874531378)Contient : Vodka, moujiks et roubles ! paru dans Spirou nos 1544 à 1558 en 1967. Tirage à 550 ex.

### Collectifs
- 1. Parodies - ... par leurs vrais auteurs !, M.C. Productions, Toulon, octobre 1987
Scénario : collectif - Dessin : collectif dont Piroton - Couleurs : quadrichromie -  (ISBN 2-907143-02-6),Participation : Jess Long (2 planches).
- Flash Back[43], Comic! Events, août 1995
Scénario : collectif - Dessin : collectif dont Piroton - Couleurs : noir et blanc,Ce Flash Back a été réalisé en collaboration avec Bédéciné Illzach et édité à l'occasion du 10e festival BD Coxyde (15 juillet au 6 août 1995) à 1 500 exemplaires numérotés à la main. Rares textes et titres des séries en deux langues : français et flamand. D/1995/6941/06. Format à l'italienne.
- Cauvin L'Homme aux 100000 gags[44], Dupuis, coll. « Les Années d'or de Raoul Cauvin », Marcinelle, novembre 2008
Scénario : Raoul Cauvin - Dessin : collectif dont Piroton -  (ISBN 978-2-8001-4271-5)

- La Grande Guerre dans la BD - Un siècle d'histoire[47], Musée de la Grande Guerre, Issy-les-Moulineaux, 2014
Scénario : Luc Révillon - Dessin : collectif dont Piroton -  (ISBN 979-10-204-0138-0),(BNF 44391216)

### Livres illustrés
- Les Nuages, la pluie et la neige (illustration), avec Albert Revilly, Dupuis, coll. « Merveilles de la Vie », 1960 ;
- Automates et robots (illustration) avec Jean Roba, avec Jean-Claude Pasquiez, Dupuis, coll. « Merveilles de la Vie » no 16, 1960[14] ;
- Vents, tempêtes et cyclones (illustration), avec Albert Revilly, Dupuis, coll. « Merveilles de la Vie » no 18, 1960[14] ;
- La Conquête des pôles (illustration), avec Jean-Claude Pasquiez, Dupuis, coll. « Merveilles de la Vie » no 20, 1961[14] ;
- La Grande Famille des serpents (illustration), couverture de Jamic, avec Bessie M. Hecht, Dupuis, coll. « Merveilles de la Vie » no 21, 1962[14] ;
- Opération survie (illustration) avec Roba et Jamic, Dupuis, coll. « Merveilles de la Vie » no 25, 1967[14] ;
- Oliver Twist (illustration), de Charles Dickens, Hemma, coll. « Livre Club Jeunesse », Chevron, 1993  (ISBN 2-8006-2756-5).
- Les Patins d'argent (illustration), de P.-J. Stahl, adaptation de Denis Riguelle, Hemma, coll. « Livre Club Jeunesse », Chevron, 1994  (ISBN 2-8006-3978-4)
- Le Mystère d'Hanga Roa (illustration), de Lauren Jones, Hemma, coll. « Hemma Poche », Chevron, 1994  (ISBN 978-2-8006-3684-9) (ASIN B01LYL69VV)
- L'Aigle du Caucase (illustration), de Armand Toupet, Hemma, coll. « Hemma Poche », Chevron, 1994  (ISBN 2-8006-3680-7)

### Revues et périodiques
Liste des dessins et illustrations non exhaustive.

#### Spirou
- Mini-récits

1. : Drame au bout du câble, Scénario :  Pace, Pat S., Dessin : Arthur Piroton, supplément au Spirou no 1141 du 25 février 1960 ;
2. : Bushmaster Pass, Scénario : Charles Jadoul alias Claude Joël, Dessin : Piroton, supplément au Spirou no 1146 du 31 mars 1960 ;
3. : Rez-de-chaussée express, Scénario : Charles Jadoul alias Cary Page, Dessin : Piroton, supplément au Spirou no 1149 du 21 avril 1960 ;
4. : Le Naufrage du grand bathyscaphe, Scénario : Cary Page, Dessin : Piroton, supplément au Spirou no 1153 du 19 mai 1960 ;
5. : Le Repaire des mutants, Scénario :  Charles Jadoul alias Claude Joël, Dessin : Piroton, supplément au Spirou no 1157 du 16 juin 1960 ;
6. : Kidnapping, Scénario : Cary Page, Dessin : Piroton, supplément au Spirou no 1162 du 21 juillet 1960 ;
7. : La Route du thé, Scénario : Cary Page, Dessin : Piroton, supplément au Spirou no 1167 du 25 août 1960 ;
8. : Espionnage et télécommande, Scénario : Claude Joël, Dessin : Piroton, supplément au Spirou no 1169 du 8 septembre 1960 ;
9. : Le Vent appelle au secours, Scénario : Jean-Claude Pasquiez, Dessin : Piroton, supplément au Spirou no 1171 du 22 septembre 1960 ;
10. : Les Allumettes rouges, Scénario : Bernard Joris, Dessin : Piroton, supplément au Spirou no 1178 du 10 novembre 1960 ;
11. : Angoisse par 88 degrés 7' 10, Scénario : J.-C. Pasquiez, Dessin : Piroton, supplément au Spirou no 1192 du 16 février 1961.

### Divers
À l'instigation de l'inspecteur de police et scénariste de bande dessinée Francis Dorao, il a aussi créé dans les années 1980, une série réaliste de cibles de tir pour l'entraînement de la police aux côtés des dessinateurs Malik, Hermann, Yves Swolfs ou William Vance et de la société PLJ Targets. En 2023, lors du festival de la bande dessinée de Knokke-Heist, elles seront publiées en un tirage trilingue français, néerlandais et anglais.